# Colleen Miller (actriz)
Colleen Joy Miller (nacida el 10 de noviembre de 1932) es una actriz estadounidense. Protagonizó varias películas, como los westerns Gunfight at Comanche Creek (1963) y Four Guns to the Border (1954).

## Primeros años
La hija de Elias y Lillian Miller, nació en Yakima, Washington, y se crio en Portland, Oregón. Miller asistió a la Lincoln High School en Portland y se graduó a los quince años. En 1949, fue elegida "Miss Portland". Su madre le puso ese nombre por la actriz Colleen Moore.
De niña, Miller estudió ballet, pero de mayor se pasó al baile popular. Tras graduarse, trabajó como bailarina profesional en una compañía de ballet de San Francisco, y se trasladó a Las Vegas después de tres temporadas para trabajar en el Flamingo.

## Carrera
Mientras bailaba en Las Vegas, Miller fue descubierta por un agente de talentos que le firmó un contrato con Howard Hughes para su compañía RKO Pictures. Tenía 19 años cuando hizo su primera aparición en el cine en The Las Vegas Story, protagonizada por Jane Russell.
Compartió cartel con Rory Calhoun en su siguiente película, un western titulado Four Guns to the Border, coprotagonizado por Nina Foch. Después tuvo un papel protagonista en Playgirl, en el que interpretaba a una joven del Medio Oeste que llega a Nueva York para ser modelo y acaba envuelta en un tiroteo y un escándalo. Luego fue contratada por Universal Pictures, donde coprotagonizó con Tony Curtis dos películas, The Purple Mask y The Rawhide Years.
Miller hizo una película más después de 1958, un western titulado Gunfight at Comanche Creek, junto a Audie Murphy, antes de retirarse de la actuación. Sin embargo, tiene un pequeño papel no acreditado en Stand Up and Be Counted, de 1972.

## Vida personal
El 20 de enero de 1955, Miller se casó con el fabricante de cámaras Ted Briskin. Estuvieron casados hasta 1975. En 1976 se casó con Walter Ralphs, heredero de la cadena de supermercados Ralphs. Actualmente reside en California.

## Filmografía
| Año  | Título                     | Papel              | Notas                                            |
| ---- | -------------------------- | ------------------ | ------------------------------------------------ |
| 1952 | The Las Vegas Story        | Mary               | Protagonizado por Jane Russell, Victor Mature    |
| 1953 | Man Crazy                  | Judy Bassett       |                                                  |
| 1954 | Four Guns to the Border    | Lolly Bhumer       | coprotagonizado por Rory Calhoun, Walter Brennan |
| 1954 | Playgirl                   | Phyllis Matthews   | coprotagonizado por Barry Sullivan               |
| 1955 | The Purple Mask            | Laurette de Latour | coprotagonizado por Tony Curtis                  |
| 1956 | The Rawhide Years          | Zoe Fontaine       | coprotagonizado por Tony Curtis                  |
| 1957 | The Night Runner           | Susan Mayes        | coprotagonizado por Ray Danton                   |
| 1957 | Man in the Shadow          | Skippy Renchler    | coprotagonizado por Jeff Chandler y Orson Welles |
| 1957 | Hot Summer Night           | Irene Partain      | coprotagonizado por Leslie Nielsen               |
| 1958 | Step Down to Terror        | Helen Walters      | coprotagonizado por Charles Drake y Rod Taylor   |
| 1963 | Gunfight at Comanche Creek | Abbie Stevens      | coprotagonizado por Audie Murphy y Ben Cooper    |
| 1972 | Stand Up and Be Counted    | Monja              | Sin acreditar                                    |

## Obras citadas
- Fitzgerald, Michael G.; Magers, Boyd (2006). Ladies of the Western: Interviews with Fifty-One More Actresses from the Silent Era to the Television Westerns of the 1950s and 1960s. McFarland. ISBN 978-1-476-60796-2.